# 1602

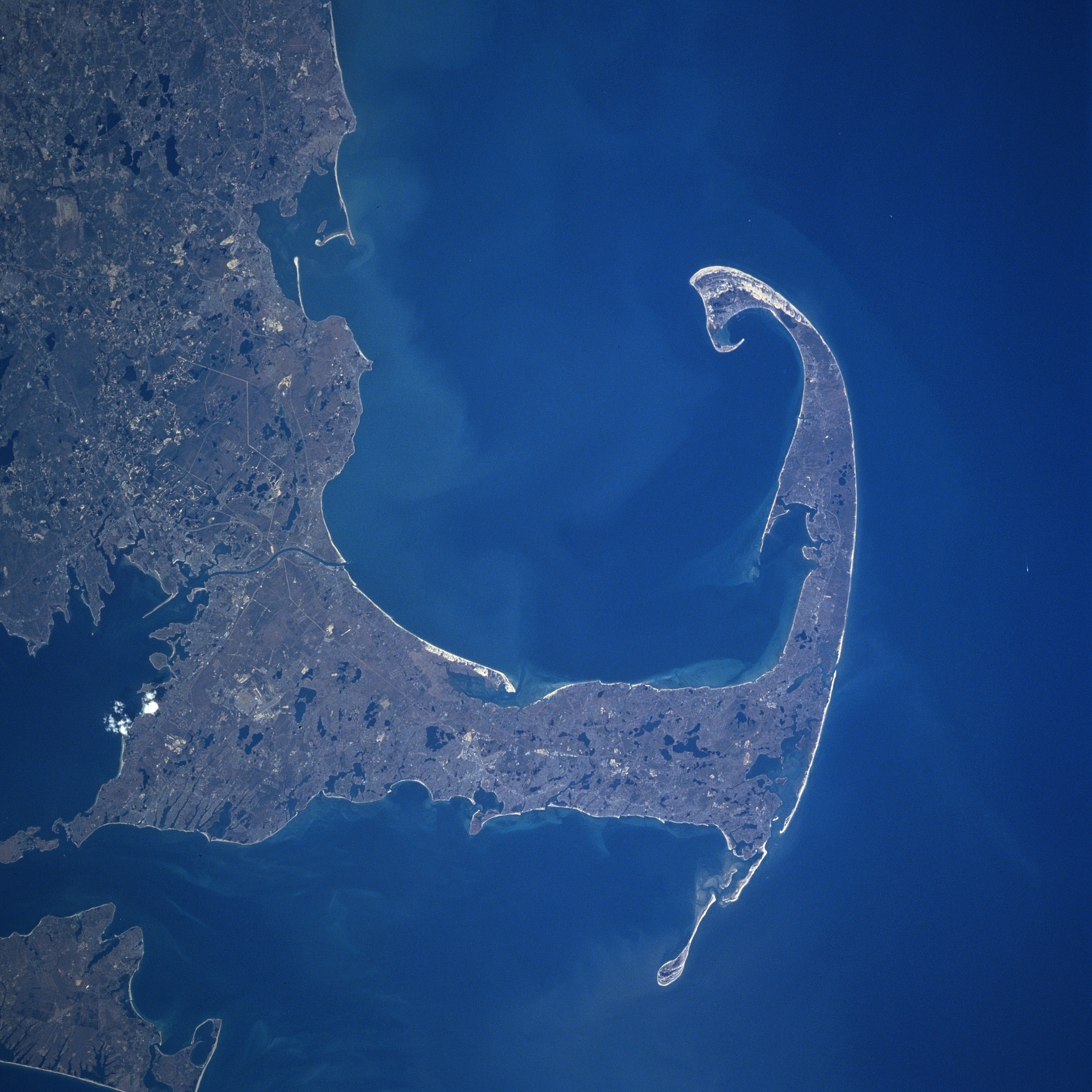
15 maggio: Bartholomew Gosnold scopre Cape Cod

Il 1602 (MDCII in numeri romani) è un anno  del XVII secolo.

## Eventi
- 3 gennaio – Termina l'Assedio di Kinsale con la vittoria delle truppe inglesi.
- 20 marzo – Viene fondata la Compagnia Olandese delle Indie Orientali, che dà così l'inizio ad un secolo d'oro per i Paesi Bassi.
- Ulisse Aldovrandi pubblica il De animalibus insectis.
- 21-22 dicembre: Battaglia dell'Escalade tra Ducato di Savoia e Città di Ginevra

### America del Nord
- 26 marzo – Da Falmouth (Inghilterra) salpa il Concord del capitano Bartholomew Gosnold per una missione di esplorazione delle coste del Maine.
- 15 maggio – Bartholomew Gosnold diventa il primo europeo a scoprire Capo Cod.
- 15 maggio – Bartholomew Gosnold getta l'ancora al largo dell'odierna New Bedford (Massachusetts), diventando il primo inglese a mettere piede nel New England.
- 16 giugno – Gosnold abbandona il suo tentativo di colonizzare il New England e ritorna con il suo Concord in Inghilterra.

## Nati

### Gennaio
- 2 gennaio - Rodrigo Ponce de León, nobile spagnolo († 1658)
- 24 gennaio - Mildmay Fane, II conte di Westmorland, politico inglese († 1666)
- 29 gennaio - Amalia Elisabetta di Hanau-Münzenberg, contessa († 1651)

### Febbraio
- 14 febbraio - Guglielmo V d'Assia-Kassel, nobile tedesco († 1637)
- 14 febbraio - Francesco Cavalli, compositore italiano († 1676)
- 16 febbraio - Eleonora Dorotea di Anhalt-Dessau, nobile († 1664)
- 18 febbraio - Per Brahe il Giovane, politico svedese († 1680)
- 18 febbraio - Pieter Meulener, pittore fiammingo († 1654)

### Marzo
- 18 marzo - Martino Longhi il Giovane, architetto italiano († 1660)
- 18 marzo - Jacques de Billy, matematico e gesuita francese († 1679)
- 29 marzo - John Arrowsmith, teologo inglese († 1659)
- 29 marzo - John Lightfoot, teologo inglese († 1675)

### Aprile
- 2 aprile - María di Ágreda, religiosa e mistica spagnola († 1665)
- 20 aprile - Pompeo Compagnoni, giurista e storico italiano († 1675)
- 30 aprile - Robert Baillie, pastore protestante, storico e pubblicista scozzese († 1662)
- 30 aprile - Carlo Gonzaga, militare italiano († 1670)

### Maggio
- 1º maggio - William Lilly, astrologo e scrittore inglese († 1681)
- 2 maggio - Giacomo Corradi, cardinale e vescovo cattolico italiano († 1666)
- 2 maggio - Athanasius Kircher, gesuita, filosofo e storico tedesco († 1680)
- 8 maggio - Jérôme Duquesnoy il Giovane, scultore e architetto fiammingo († 1654)
- 12 maggio - Dorotea Augusta di Holstein-Gottorp, nobile tedesca († 1682)
- 26 maggio - Philippe de Champaigne, pittore francese († 1674)
- 28 maggio - Caterina di Brandeburgo, principessa († 1644)
- 29 maggio - Camilla Virginia Savelli Farnese, religiosa italiana († 1668)

### Giugno
- 2 giugno - Rodolfo Cristiano della Frisia orientale, conte († 1628)
- 6 giugno - Ludovico Francesco Gonzaga, militare italiano († 1630)
- 9 giugno - Georg Adam von Martinitz, nobile ceco († 1651)
- 12 giugno - Paolo Sforza, marchese di Proceno, nobile e militare italiano († 1669)

### Luglio
- 2 luglio - Luigi Reali, pittore italiano
- 6 luglio - Eleonora Ramirez de Montalvo, educatrice italiana († 1659)
- 14 luglio - Giulio Mazzarino, cardinale, politico e diplomatico italiano († 1661)
- 15 luglio - John Bradshaw, magistrato e politico inglese († 1659)
- 22 luglio - Jean Du Breuil, scrittore, saggista e matematico francese († 1670)
- 26 luglio - Ana Monteagudo, religiosa peruviana († 1686)

### Agosto
- 2 agosto - Gaspar Alfonso Pérez de Guzmán, nobile spagnolo († 1664)
- 9 agosto - Gilles Personne de Roberval, matematico e fisico francese († 1675)
- 31 agosto - Amalia di Solms-Braunfels, nobile tedesca († 1675)

### Settembre
- 29 settembre - Algernon Percy, X conte di Northumberland, militare inglese († 1668)

### Ottobre
- 18 ottobre - Luca Assarino, giornalista e scrittore italiano († 1672)

### Novembre
- 3 novembre - Luigi I Gonzaga di Luzzara, nobile e militare italiano († 1666)
- 17 novembre - Agnese di Gesù, religiosa francese († 1634)
- 20 novembre - Otto von Guericke, politico, giurista e fisico tedesco († 1686)
- 22 novembre - Elisabetta di Borbone-Francia, regina († 1644)
- 23 novembre - Luigi Filippo del Palatinato-Simmern, nobile tedesco († 1655)
- 26 novembre - Giovanni Francesco Bellezia, politico italiano († 1672)
- 27 novembre - Chiara Margarita Cozzolani, cantante, compositrice e monaca cristiana italiana († 1678)

### Dicembre
- 7 dicembre - Bartolomeo Mastri, francescano, filosofo e teologo italiano († 1673)
- 18 dicembre - Simonds D'Ewes, politico e antiquario inglese († 1650)

### Senza giorno specificato
- Nettario di Gerusalemme, arcivescovo ortodosso greco († 1676)
- Catalano Alfieri, nobile e militare italiano († 1673)
- Pedro d'Alva y Astorga, teologo spagnolo († 1667)
- Anthonie Palamedes, pittore, incisore e disegnatore olandese († 1673)
- Iacopo Badoer, politico, librettista e poeta italiano († 1654)
- François de Baradas,  francese († 1684)
- Marco Boschini, scrittore, pittore e incisore italiano († 1681)
- Andrea Camassei, pittore e incisore italiano († 1649)
- Joseph Caryl, religioso inglese († 1673)
- Dario Castello, compositore e violinista italiano († 1631)
- Francesco Costanzo Catanio, pittore italiano († 1665)
- Michelangelo Cerquozzi, pittore italiano († 1660)
- Pedro Bohórquez, esploratore spagnolo († 1667)
- Henri de Chastelard de Salières, militare francese († 1680)
- Giuseppe Chiara, missionario italiano († 1685)
- Giuseppe Ciantes, vescovo cattolico e orientalista italiano († 1670)
- Giulio Cesare Colonna di Sciarra, II principe di Carbognano, nobile italiano († 1681)
- Jacopo Confortini, pittore e religioso italiano († 1672)
- Edward Corbet, religioso inglese († 1658)
- Davide Corte, pittore italiano († 1657)
- Antoine Dadin de Hauteserre, giurista e storico francese († 1682)
- Cornelis van Dalen I, incisore, disegnatore e pittore olandese († 1665)
- Annella di Massimo, pittrice italiana († 1643)
- Giuliano Finelli, scultore italiano († 1653)
- Jan Gembicki, vescovo cattolico polacco († 1675)
- Bartolomeo Gera, vescovo cattolico italiano († 1681)
- Francesco Gisulfo e Osorio, vescovo cattolico italiano († 1664)
- Annibale Gonzaga, militare italiano († 1668)
- John Greaves, astronomo, matematico e antiquario britannico († 1652)
- William Lawes, musicista e compositore inglese († 1645)
- Jan Linsen, pittore olandese († 1635)
- Michele Lorenzo Mancini, nobile, astrologo e alchimista italiano († 1656)
- Jusepe Martínez, pittore spagnolo († 1682)
- Camillo Mazza, scultore italiano († 1672)
- Giovan Battista Odierna, giurista italiano († 1678)
- Lelio Pellesina, architetto italiano
- Giovan Tommaso Perrone, vescovo cattolico italiano († 1677)
- Antonio de Puga, pittore spagnolo († 1648)
- Juan Pérez de Montalbán, drammaturgo, poeta e presbitero spagnolo († 1638)
- Tommaso Redi, scultore e architetto italiano († 1657)
- Marco Scacchi, compositore italiano († 1662)
- Charles Sorel, scrittore francese († 1674)
- Franciscus Van den Enden, gesuita, medico e poeta fiammingo († 1674)
- Lawrence Washington, religioso britannico († 1653)
- Luigi di Nassau-Beverweerd, militare olandese († 1665)

## Morti

### Gennaio
- 30 gennaio - Francesco Guami, compositore e trombonista italiano

### Febbraio
- 19 febbraio - Filippo Emanuele di Lorena, duca francese (n. 1558)
- 23 febbraio - Agostino Carracci, pittore e incisore italiano (n. 1557)
- 25 febbraio - Aurelio Gatti, pittore italiano (n. 1556)

### Marzo
- 11 marzo - Emilio de' Cavalieri, compositore e organista italiano (n. 1550)
- 12 marzo - Filippo IV di Nassau-Weilburg, nobile tedesco (n. 1542)
- 24 marzo - Ii Naomasa, generale giapponese (n. 1561)
- 29 marzo - Giovanni Antonio Summonte, storico, politico e mercante italiano

### Aprile
- 1º aprile - Pietro Faccini, pittore italiano
- 3 aprile - Filippino de' Medici, nobile italiano (n. 1598)
- 3 aprile - Simone Pietro Simoni, filosofo italiano (n. 1532)
- 6 aprile - Celio Magno, poeta italiano (n. 1536)
- 7 aprile - Antonio Beffa Negrini, scrittore, poeta e storico italiano (n. 1532)
- 12 aprile - Nicolaus Reusner, giurista e editore tedesco (n. 1545)
- 16 aprile - Anton Maria Salviati, cardinale italiano (n. 1537)
- 18 aprile - Andrés Hibernón, religioso spagnolo (n. 1534)
- 21 aprile - Alberto Gondi, nobile, militare e diplomatico francese (n. 1522)

### Maggio
- 1º maggio - Ippolita d'Este, nobildonna italiana (n. 1565)
- 3 maggio - Vincenzo Littara, poeta, storico e predicatore italiano (n. 1550)
- 7 maggio - Alessandro Luzzago, teologo, filosofo e educatore italiano (n. 1551)
- 9 maggio - Giulio Antonio Santori, cardinale italiano (n. 1532)
- 22 maggio - Renata di Lorena, nobile francese (n. 1544)

### Giugno
- 9 giugno - Maeda Gen'i, militare giapponese (n. 1539)

### Luglio
- 4 luglio - Anna di Meclemburgo, nobile tedesca (n. 1533)
- 7 luglio - Federico Guglielmo I di Sassonia-Weimar, duca (n. 1562)
- 21 luglio - Ermete Cavalletti, funzionario italiano
- 29 luglio - Teotonio di Braganza, arcivescovo cattolico portoghese (n. 1530)
- 31 luglio - Carlo di Gontaut, nobile francese (n. 1562)

### Agosto
- 3 agosto - Mudzaffar Shah III di Kedah, sovrano malese
- 11 agosto - Sebastiano Vini, pittore italiano
- 23 agosto - Sebastiano Filippi, pittore italiano

### Settembre
- 3 settembre - Giacomo Della Porta, architetto e scultore italiano (n. 1532)
- 7 settembre - Federico II Pico della Mirandola, nobile italiano (n. 1564)
- 10 settembre - Hugh Roe O'Donnell, militare irlandese (n. 1572)
- 14 settembre - Jean Passerat, umanista e poeta francese (n. 1534)
- 25 settembre - Kaspar Peucer, medico, matematico e astronomo tedesco (n. 1525)
- 27 settembre - Guy Eder de La Fontenelle, nobile e militare francese (n. 1573)
- 30 settembre - Caterina di Brandeburgo-Küstrin, nobile tedesca (n. 1549)

### Ottobre
- 2 ottobre - Ijuin Tadazane, militare giapponese (n. 1576)
- 13 ottobre - François du Jon, teologo olandese (n. 1545)
- 14 ottobre - Matsuura Hisanobu, militare giapponese (n. 1571)
- 16 ottobre - Eugenio de Salazar, scrittore e esploratore spagnolo (n. 1530)
- 21 ottobre - Edvige di Brandeburgo, nobile tedesco (n. 1540)
- 30 ottobre - Jean-Jacques Boissard, antiquario, poeta e storico francese (n. 1528)

### Novembre
- 15 novembre - Vittorio Zonca, inventore italiano (n. 1568)
- 20 novembre - Muzio Muzii, storico e poeta italiano (n. 1535)
- 22 novembre - Toussaint Dubreuil, pittore francese (n. 1561)
- 23 novembre - Agnese di Solms-Laubach, nobile tedesca (n. 1578)
- 23 novembre - Cristoforo Canal, politico italiano (n. 1562)
- 29 novembre - Anthony Holborne, compositore inglese
- 30 novembre - Tachibana Ginchiyo, militare giapponese (n. 1569)

### Dicembre
- 1º dicembre - Kobayakawa Hideaki, militare giapponese (n. 1582)
- 13 dicembre - Vittoria Farnese, nobile italiana (n. 1521)
- 29 dicembre - Jacopo Corsi, compositore italiano (n. 1561)

### Senza giorno specificato
- Abu l-Fadl 'Allami, politico e storico indiano (n. 1511)
- Andrea Ardinghelli, banchiere italiano (n. 1531)
- Solomon Ashkenazi, medico e imprenditore ottomano
- Gabriele Bombasi, letterato e collezionista d'arte italiano (n. 1531)
- Camillo Caetani, patriarca cattolico, diplomatico e nobile italiano (n. 1552)
- Baptiste Androuet du Cerceau, architetto francese (n. 1544)
- Claude Fauchet, storico francese (n. 1530)
- Juan de Fuca, navigatore e esploratore greco (n. 1536)
- Matteo Gentili, medico e filosofo italiano (n. 1517)
- Li Zhi, filosofo, scrittore e storico cinese (n. 1527)
- Giorgio Marescotti, editore e tipografo italiano
- Domenico Mona, pittore italiano (n. 1550)
- Thomas Morley, compositore, organista e editore inglese
- Aert Mytens, pittore fiammingo (n. 1541)
- Antonio Numai, scrittore e umanista italiano
- Oda Ujiharu, militare giapponese (n. 1534)
- Lelio Pellegrini, letterato e filosofo italiano (n. 1551)
- Jane Small, modella inglese
- William Perkins, predicatore e teologo inglese (n. 1558)
- Antonio Ponzano, pittore italiano
- Frances Radclyffe, nobildonna inglese
- Valerio Rosso, medico e filosofo italiano (n. 1572)
- Sebastião Rodrigues Soromenho, esploratore e cartografo portoghese (n. 1560)
- Peder Sørensen, medico e alchimista danese (n. 1542)
- Thomas West, II barone De La Warr, nobile inglese (n. 1556)
- Kanijeli Siyavuş Pascià, politico ottomano
- Sokulluzade Hasan Pascià, militare ottomano
- Jan Łasicki, storico e teologo tedesco (n. 1534)

## Calendario
| Calendario 1602 | Calendario 1602 | Calendario 1602 | Calendario 1602 | Calendario 1602 | Calendario 1602 | Calendario 1602 | Calendario 1602 | Calendario 1602 | Calendario 1602 | Calendario 1602 | Calendario 1602 | Calendario 1602 | Calendario 1602 | Calendario 1602 | Calendario 1602 | Calendario 1602 | Calendario 1602 | Calendario 1602 | Calendario 1602 | Calendario 1602 | Calendario 1602 | Calendario 1602 | Calendario 1602 | Calendario 1602 | Calendario 1602 | Calendario 1602 | Calendario 1602 | Calendario 1602 | Calendario 1602 | Calendario 1602 | Calendario 1602 | Calendario 1602 |
| --------------- | --------------- | --------------- | --------------- | --------------- | --------------- | --------------- | --------------- | --------------- | --------------- | --------------- | --------------- | --------------- | --------------- | --------------- | --------------- | --------------- | --------------- | --------------- | --------------- | --------------- | --------------- | --------------- | --------------- | --------------- | --------------- | --------------- | --------------- | --------------- | --------------- | --------------- | --------------- | --------------- |
|                 | 1               | 2               | 3               | 4               | 5               | 6               | 7               | 8               | 9               | 10              | 11              | 12              | 13              | 14              | 15              | 16              | 17              | 18              | 19              | 20              | 21              | 22              | 23              | 24              | 25              | 26              | 27              | 28              | 29              | 30              | 31              |                 |
| Gennaio         | Ma              | Me              | Gi              | Ve              | Sa              | Do              | Lu              | Ma              | Me              | Gi              | Ve              | Sa              | Do              | Lu              | Ma              | Me              | Gi              | Ve              | Sa              | Do              | Lu              | Ma              | Me              | Gi              | Ve              | Sa              | Do              | Lu              | Ma              | Me              | Gi              |                 |
| Febbraio        | Ve              | Sa              | Do              | Lu              | Ma              | Me              | Gi              | Ve              | Sa              | Do              | Lu              | Ma              | Me              | Gi              | Ve              | Sa              | Do              | Lu              | Ma              | Me              | Gi              | Ve              | Sa              | Do              | Lu              | Ma              | Me              | Gi              |                 |                 |                 |                 |
| Marzo           | Ve              | Sa              | Do              | Lu              | Ma              | Me              | Gi              | Ve              | Sa              | Do              | Lu              | Ma              | Me              | Gi              | Ve              | Sa              | Do              | Lu              | Ma              | Me              | Gi              | Ve              | Sa              | Do              | Lu              | Ma              | Me              | Gi              | Ve              | Sa              | Do              |                 |
| Aprile          | Lu              | Ma              | Me              | Gi              | Ve              | Sa              | Do              | Lu              | Ma              | Me              | Gi              | Ve              | Sa              | Do              | Lu              | Ma              | Me              | Gi              | Ve              | Sa              | Do              | Lu              | Ma              | Me              | Gi              | Ve              | Sa              | Do              | Lu              | Ma              |                 |                 |
| Maggio          | Me              | Gi              | Ve              | Sa              | Do              | Lu              | Ma              | Me              | Gi              | Ve              | Sa              | Do              | Lu              | Ma              | Me              | Gi              | Ve              | Sa              | Do              | Lu              | Ma              | Me              | Gi              | Ve              | Sa              | Do              | Lu              | Ma              | Me              | Gi              | Ve              |                 |
| Giugno          | Sa              | Do              | Lu              | Ma              | Me              | Gi              | Ve              | Sa              | Do              | Lu              | Ma              | Me              | Gi              | Ve              | Sa              | Do              | Lu              | Ma              | Me              | Gi              | Ve              | Sa              | Do              | Lu              | Ma              | Me              | Gi              | Ve              | Sa              | Do              |                 |                 |
| Luglio          | Lu              | Ma              | Me              | Gi              | Ve              | Sa              | Do              | Lu              | Ma              | Me              | Gi              | Ve              | Sa              | Do              | Lu              | Ma              | Me              | Gi              | Ve              | Sa              | Do              | Lu              | Ma              | Me              | Gi              | Ve              | Sa              | Do              | Lu              | Ma              | Me              |                 |
| Agosto          | Gi              | Ve              | Sa              | Do              | Lu              | Ma              | Me              | Gi              | Ve              | Sa              | Do              | Lu              | Ma              | Me              | Gi              | Ve              | Sa              | Do              | Lu              | Ma              | Me              | Gi              | Ve              | Sa              | Do              | Lu              | Ma              | Me              | Gi              | Ve              | Sa              |                 |
| Settembre       | Do              | Lu              | Ma              | Me              | Gi              | Ve              | Sa              | Do              | Lu              | Ma              | Me              | Gi              | Ve              | Sa              | Do              | Lu              | Ma              | Me              | Gi              | Ve              | Sa              | Do              | Lu              | Ma              | Me              | Gi              | Ve              | Sa              | Do              | Lu              |                 |                 |
| Ottobre         | Ma              | Me              | Gi              | Ve              | Sa              | Do              | Lu              | Ma              | Me              | Gi              | Ve              | Sa              | Do              | Lu              | Ma              | Me              | Gi              | Ve              | Sa              | Do              | Lu              | Ma              | Me              | Gi              | Ve              | Sa              | Do              | Lu              | Ma              | Me              | Gi              |                 |
| Novembre        | Ve              | Sa              | Do              | Lu              | Ma              | Me              | Gi              | Ve              | Sa              | Do              | Lu              | Ma              | Me              | Gi              | Ve              | Sa              | Do              | Lu              | Ma              | Me              | Gi              | Ve              | Sa              | Do              | Lu              | Ma              | Me              | Gi              | Ve              | Sa              |                 |                 |
| Dicembre        | Do              | Lu              | Ma              | Me              | Gi              | Ve              | Sa              | Do              | Lu              | Ma              | Me              | Gi              | Ve              | Sa              | Do              | Lu              | Ma              | Me              | Gi              | Ve              | Sa              | Do              | Lu              | Ma              | Me              | Gi              | Ve              | Sa              | Do              | Lu              | Ma              |                 |